# سو كاواهارا
سو كاواهارا (باليابانية: 河原 創) (مواليد 13 مارس 1998) هو لاعب كرة قدم ياباني.

## وصلات خارجية
- سو كاواهارا على موقع رابطة كرة القدم اليابانية للمحترفين (اليابانية)
- سو كاواهارا على موقع قاعدة بيانات كرة القدم.إي يو (الإنجليزية)
- سو كاواهارا على موقع Soccerway.com (الإنجليزية)
- سو كاواهارا على موقع عالم كرة القدم.نت (الإنجليزية)